# Варьёган
Варьёган — село в России, находится в Нижневартовском районе Ханты-Мансийского автономного округа — Югры, на реке Аган. Входит в состав Городского поселения Новоаганск.
Население на 1 января 2008 года составляло 660 человек.
Почтовый индекс — 628638, код ОКАТО — 71119910001.

## Статистика населения
| 2010 | 2014 | 2015 | 2016 | 2017 | 2021 |
| ---- | ---- | ---- | ---- | ---- | ---- |
| 684  | ↘604 | ↘576 | ↘534 | ↘532 | ↗799 |

## Климат
Климат резко континентальный, зима суровая, с сильными ветрами и метелями, продолжающаяся семь месяцев. Лето относительно тёплое, но быстротечное.

## Культура
С 1987 года в селе существует этнографический парк-музей. В нём представлены священно-культовые сооружения, а также традиционные средства передвижения: нарты для оленьей упряжки и лодка-долблёнка «облас».